# Podsebití

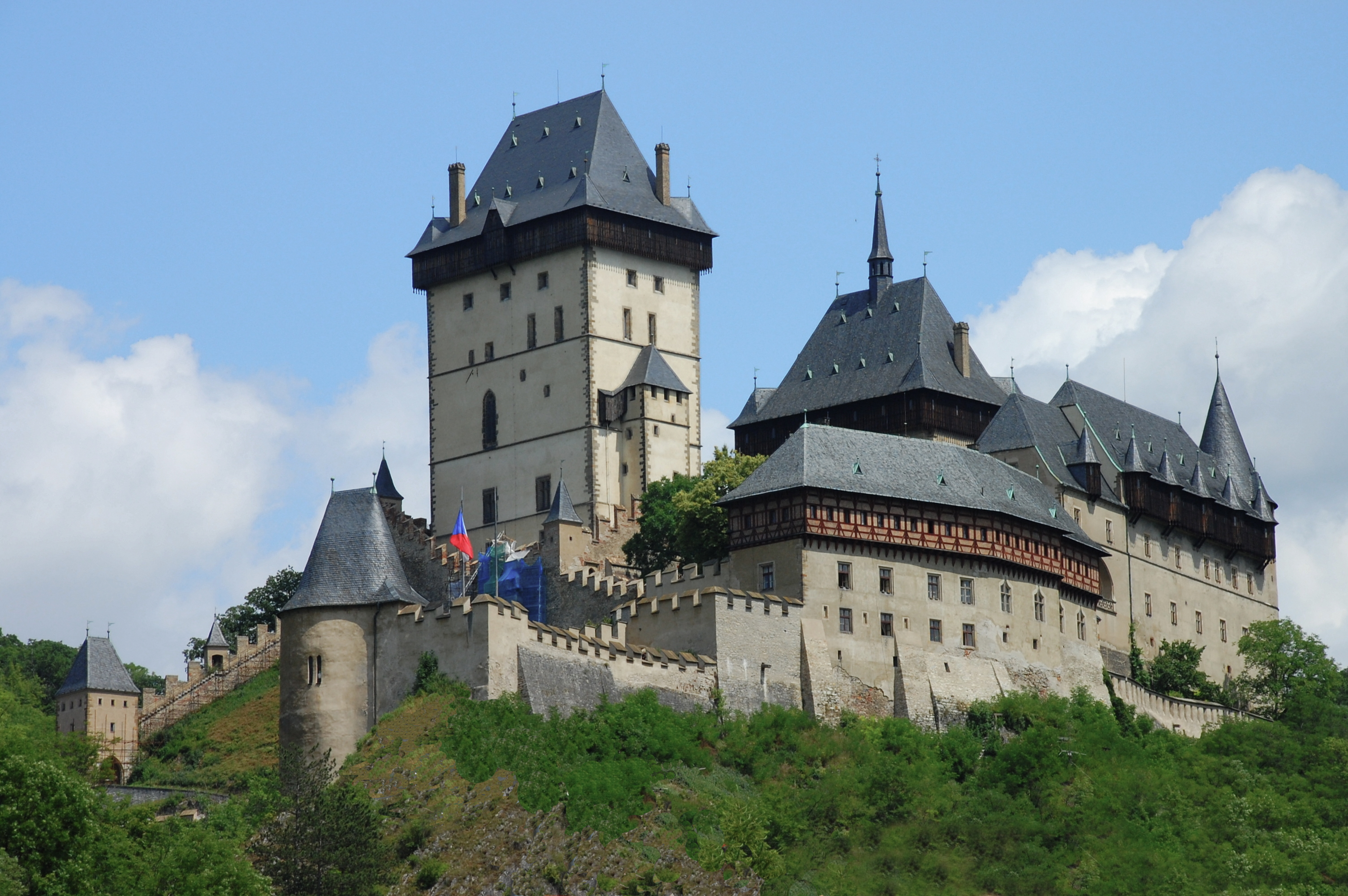
Novogotická podsebití na Karlštejně

Podsebití (zast. též hurda) je fortifikační prvek středověkých hradeb a pevností. Jedná se o nejčastěji dřevěnou chodbu nebo ochoz, který umožňoval chráněný pohyb obránců (především lučištníků/kušníků a vrhačů kamene) na vrcholu pevnosti a útok z výšky. Odtud pochází i název konstrukce („bití pod sebe“). Dřevěná obranná podsebití ztratila význam po zavedení střelných zbraní a na opuštěných hradech se brzy rozpadla, byla však často obnovena při historizujících opravách v 19. století.
V širším smyslu se jako podsebití označuje i dřevěná nástavba na věžích a zvonicích, která neměla obranný význam a užívala se hlavně v 16. století.

## Popis
Podsebití je na horním okraji obranné stavby nebo hradeb a přesahuje líc zdiva tak, aby  se otvory v podlaze dal lít vařící olej či házet kameny na obléhající nepřátele u paty objektu. Konstrukce podsebití je dřevěná nebo hrázděná, osazená na dřevěných konzolách. Fošny na podlaze nebyly připevněny, aby se daly lehce odklopit. 

### Galerie

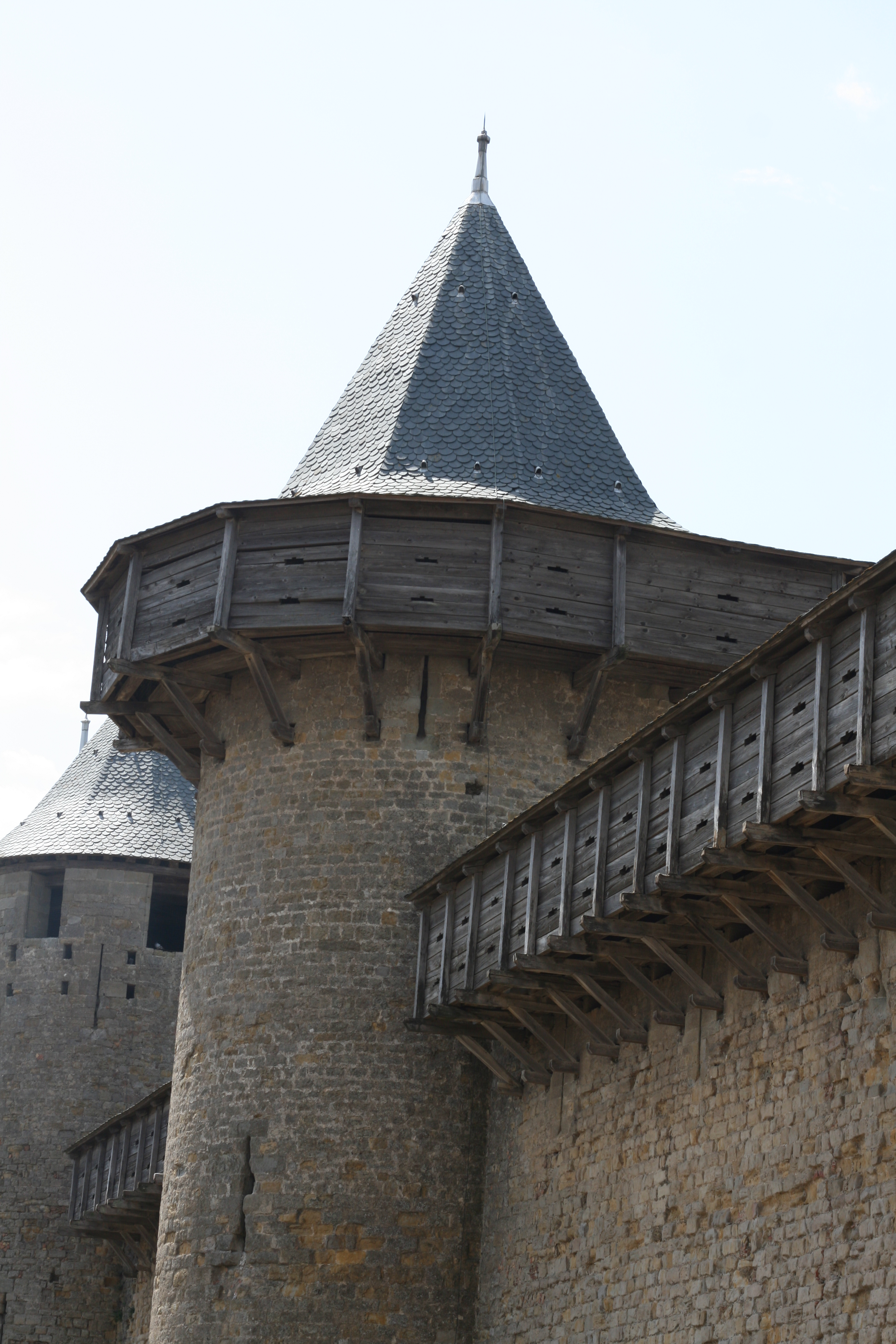
Podsebití hradební věže (Carcassonne, Francie)
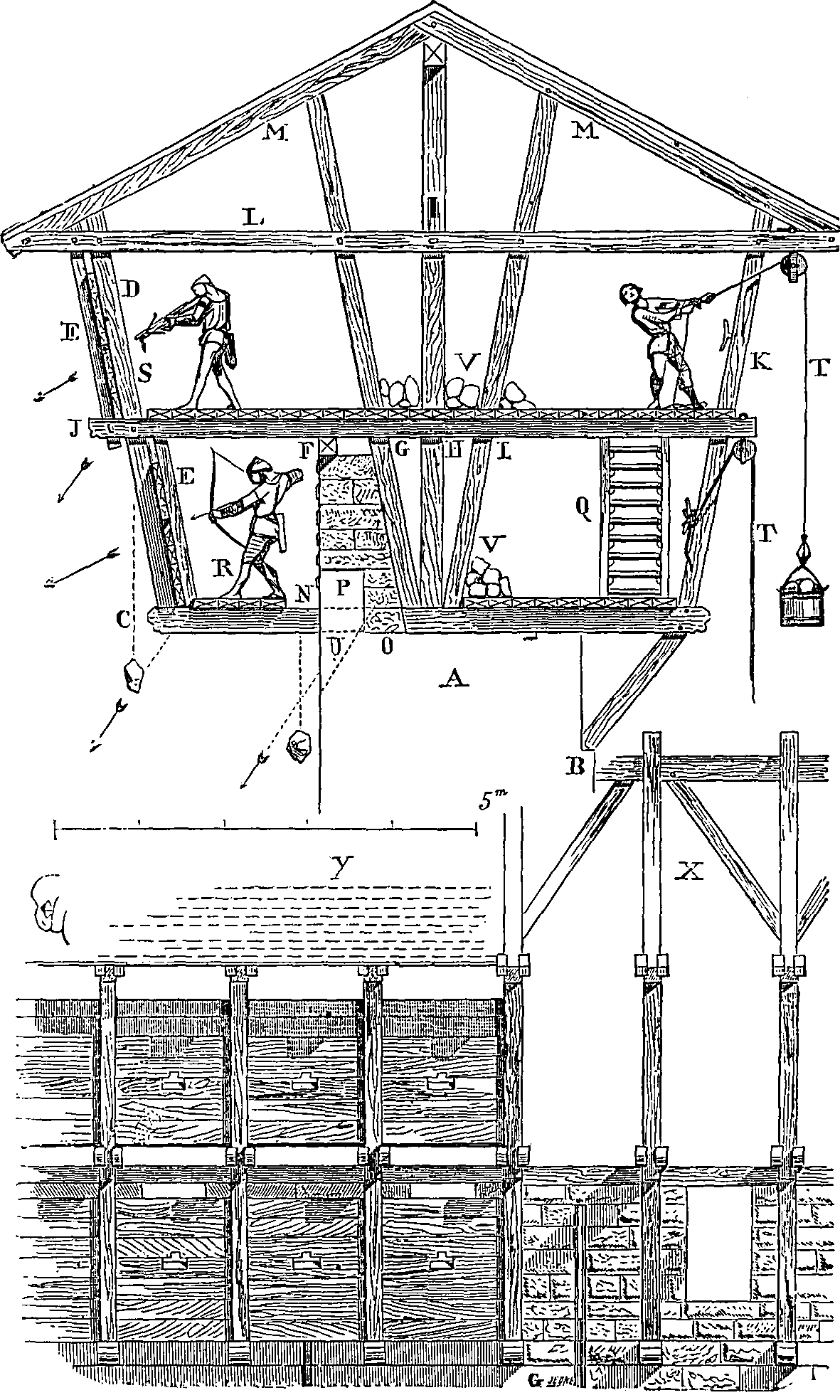
Užití podsebití při obraně
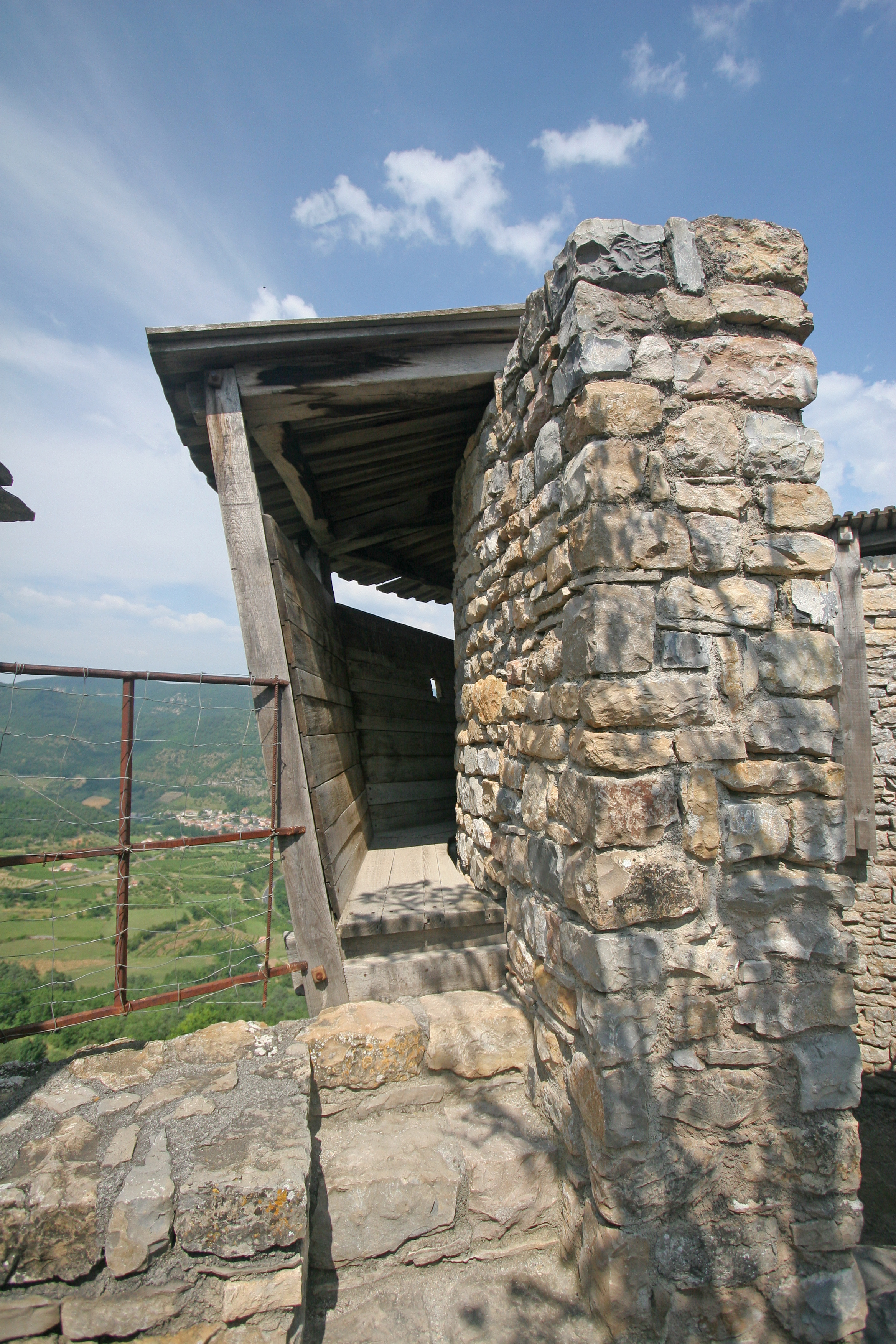
Hrad Peyrelade (Francie)
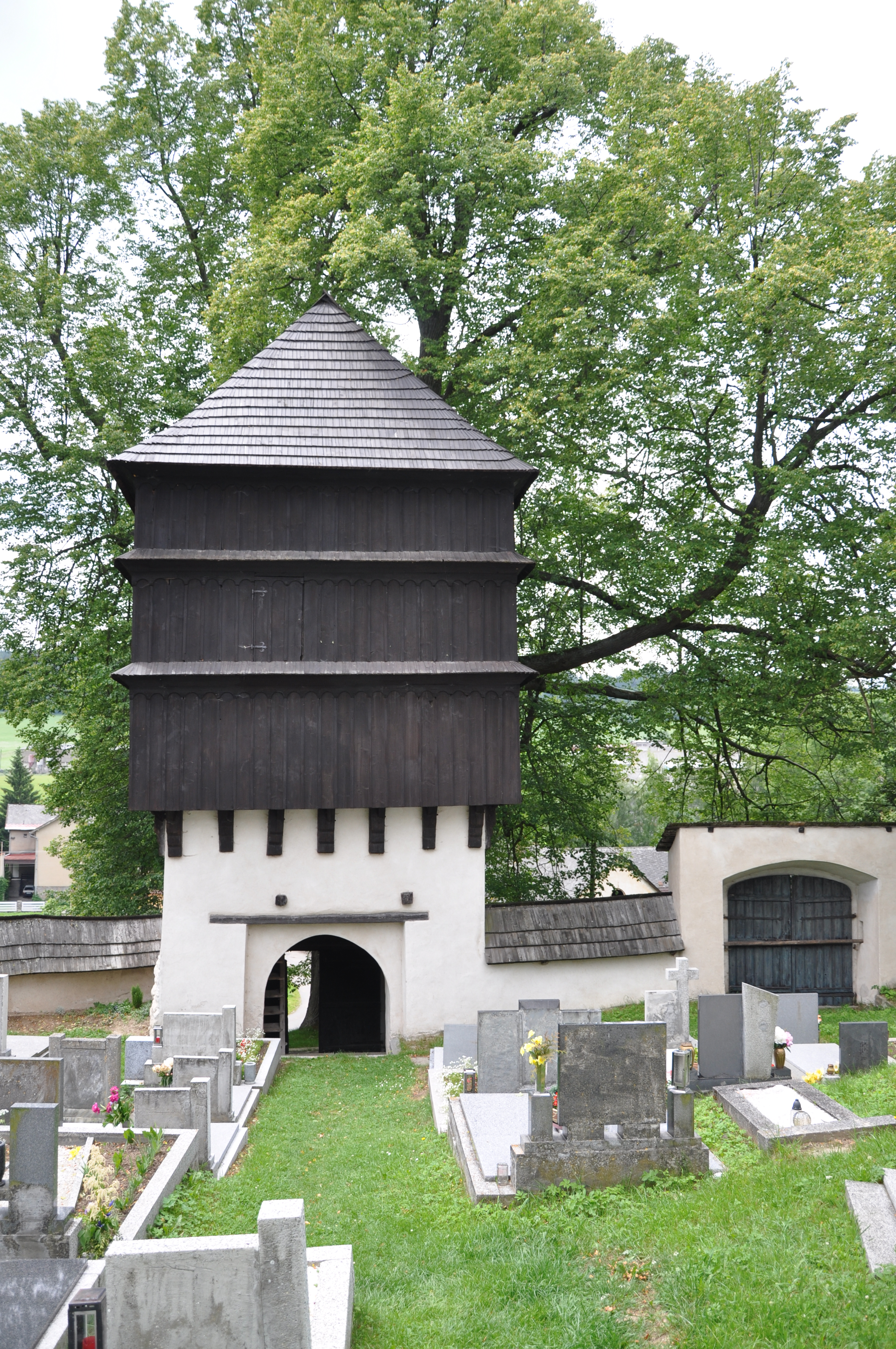
Podsebití na zvonici v Telecí

## Mâchicoulis
Ve Francii se ve 14. století začala podsebití vyzdívat z kamene na krakorcích. Protože v Česku takové podsebití není, užívá se pro ně francouzské slovo mâchicoulis, výjimečně též počeštěný výraz machikula.

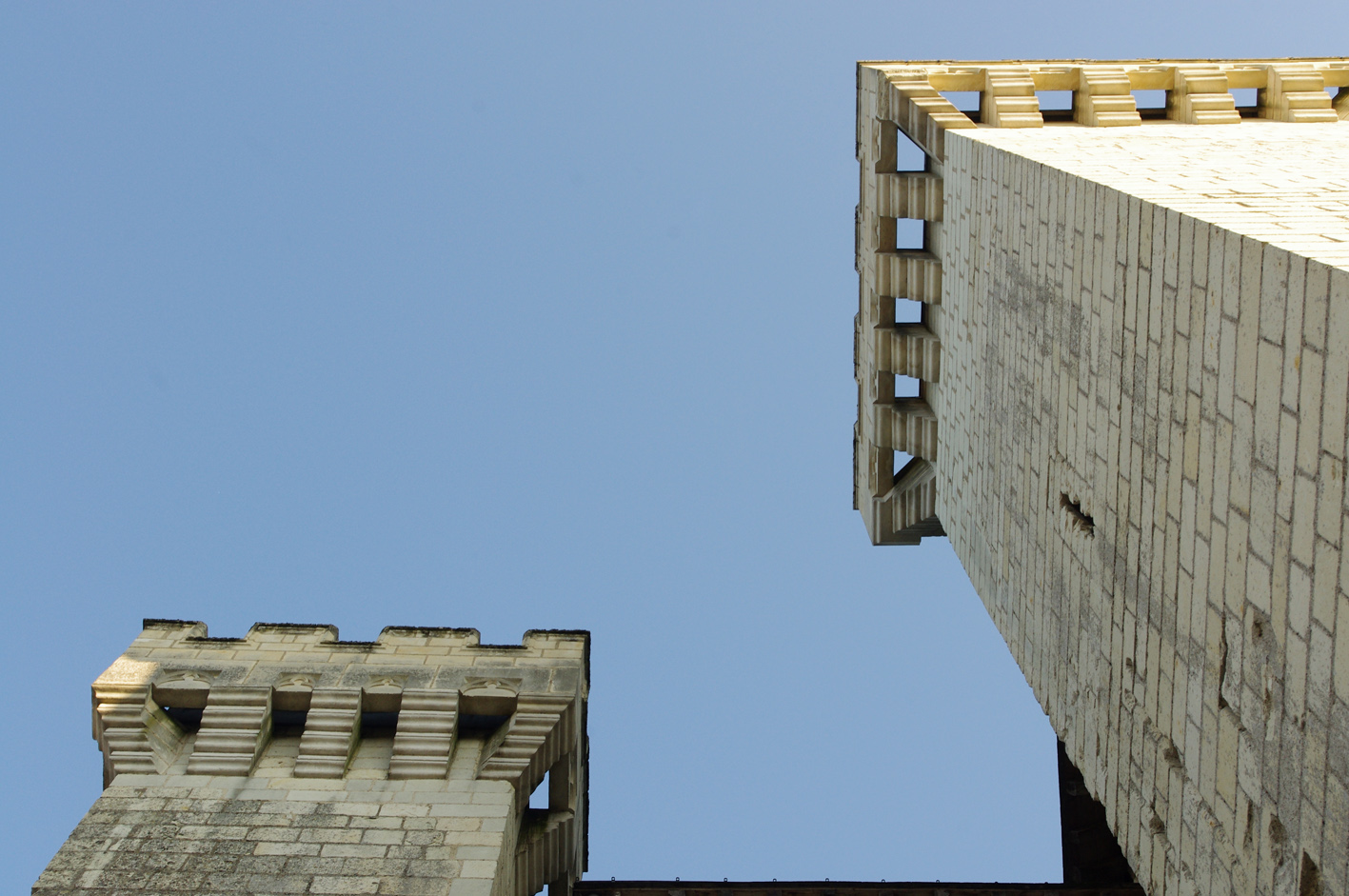
Candes Saint-Martin, Francie
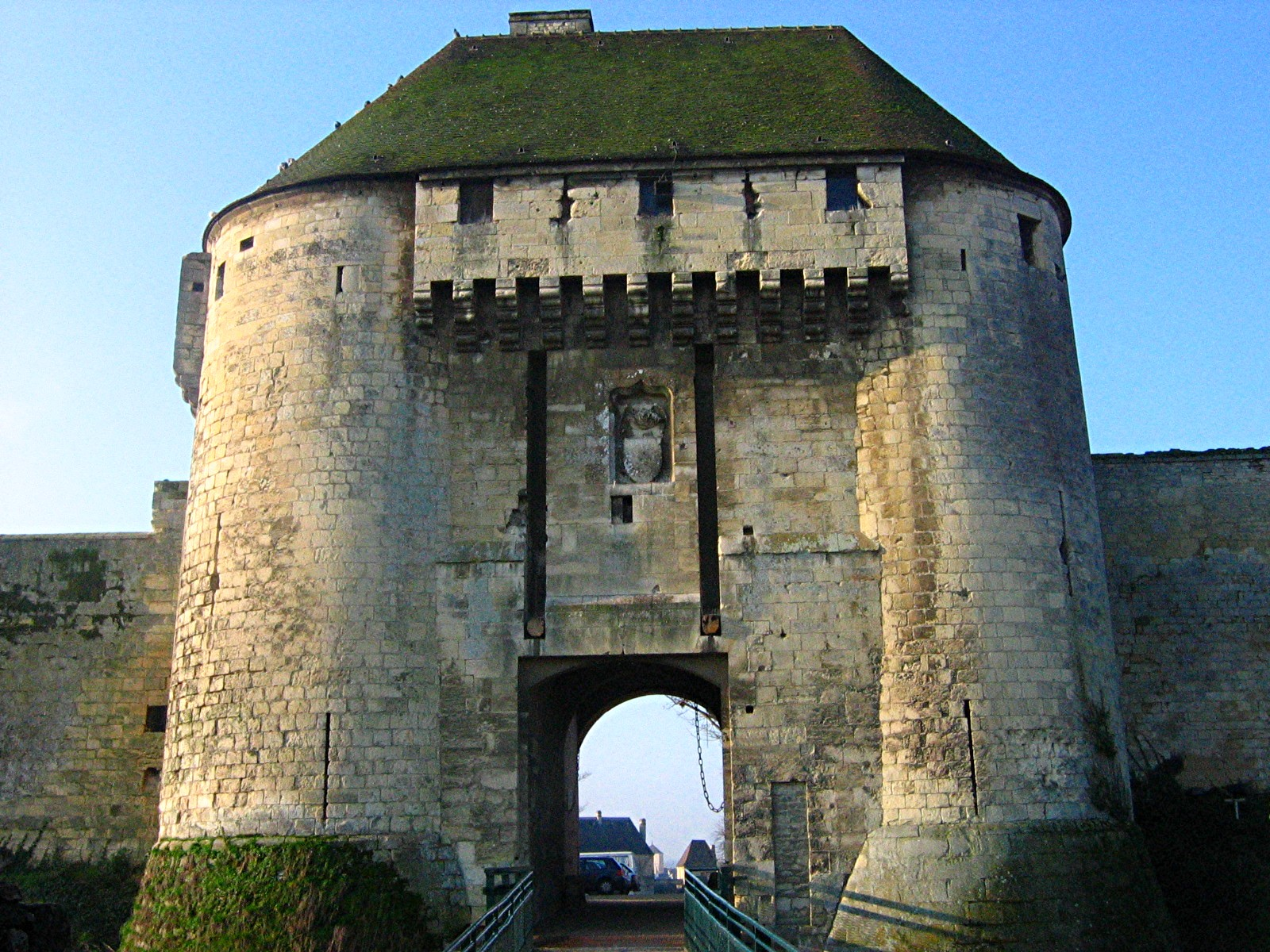
Ochrana prostoru u brány (Château de Caen)
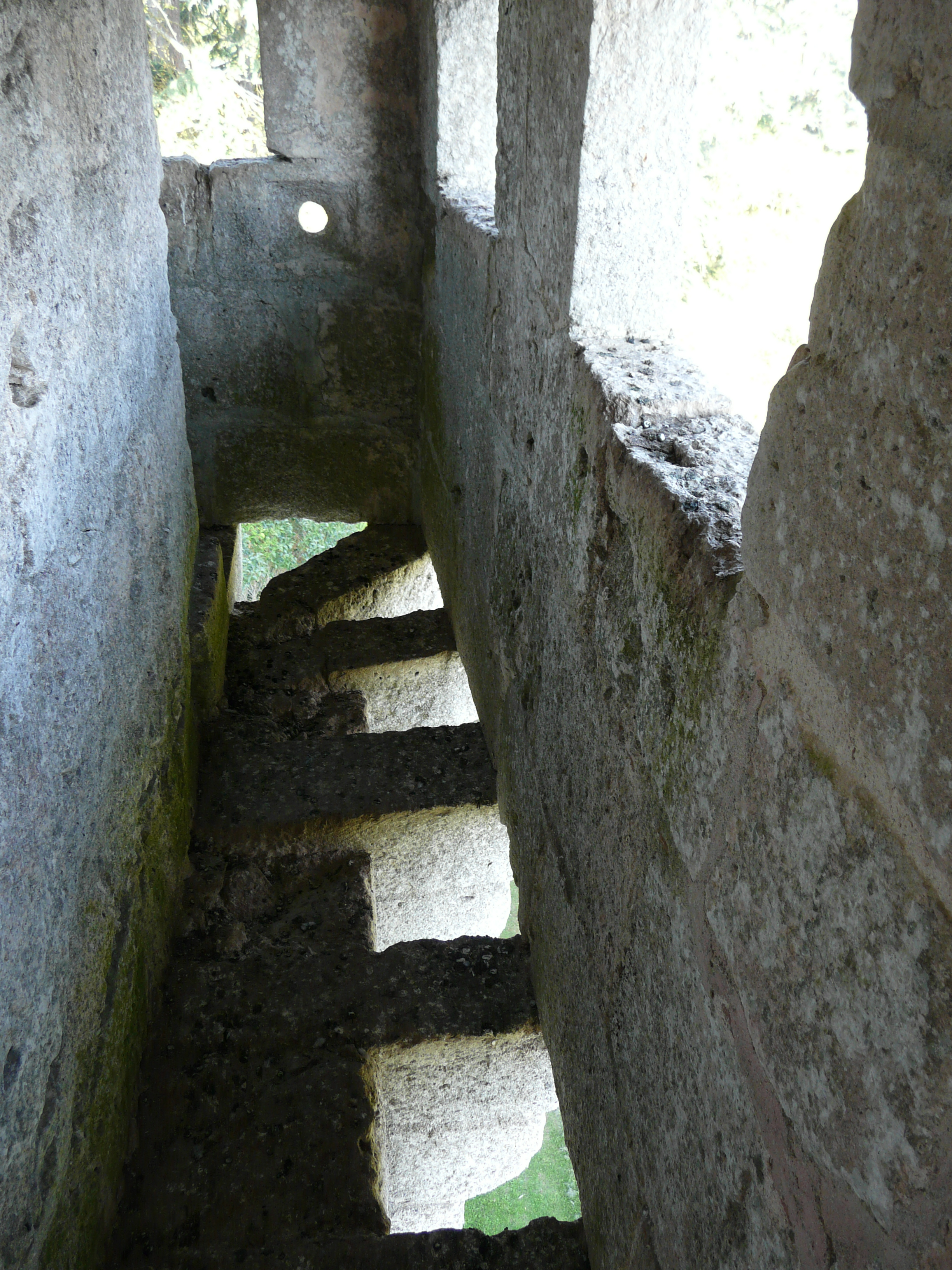
Otvory v podlaze
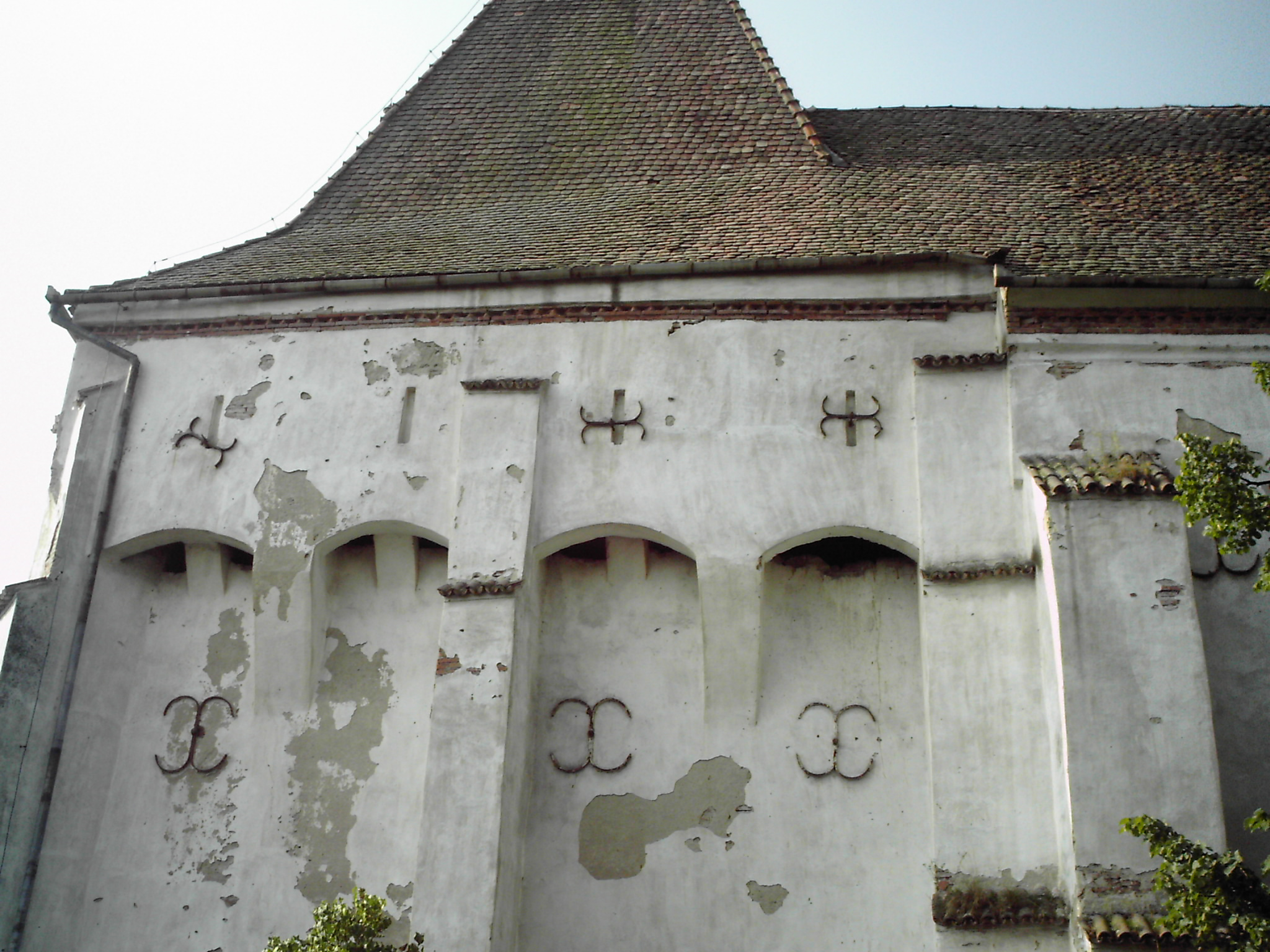
Opevnění kostela Boian, Rumunsko